# Немања Антонов
Немања Антонов (Панчево, 6. мај 1995) српски је фудбалер који игра на позицији левог бека.

## Клупска каријера
Aнтонов је рођен у Панчеву а одрастао је у Качареву. Почео је да тренира фудбал 2005. године у школи фудбала АС из Качарева. После две године прелази у панчевачки Динамо, затим је провео годину и по дана у Бежанији одакле је прешао у ОФК Београд. Првотимац ОФК Београда је постао 2013. године и за тај клуб је одиграо 41 лигашку утакмицу.
У јулу 2015. године је потписао четворогодишњи уговор са Грасхопером. За швајцарски клуб је до лета 2017. године одиграо 50 првенствених утакмица. Крајем августа 2017. долази у Партизан на једногодишњу позајмицу. Приликом представљања на стадиону Партизана Антонов је узео дрес са бројем 33. Антонов је у сезони 2017/18. за Партизан одиграо 14 такмичарских утакмица (11 у првенству и три у Купу Србије) и дао је један гол - у реваншу полуфинала Купа против Чукаричког. Са црно-белима је освојио Куп, да би се након истека позајмице вратио у Грасхопер. Током првог дела сезоне 2018/19. није одиграо ни минут за Грасхопер, па је почетком фебруара 2019. прешао у белгијски Мускрон са којим је потписао уговор до јуна 2021. године.
У септембру 2020. потписао је трогодишњи уговор са мађарским Ујпештом. Након три сезоне у Ујпешту прешао је у МТК из Будимпеште.

## Репрезентација
Наступао је за репрезентацију Србије до 19 година. Са репрезентацијом Србије до 20 година освојио је Светско првенство 2015. на Новом Зеланду.
У мају 2017. године, селектор репрезентације Србије до 21 године, Ненад Лалатовић, уврстио је Антонова на коначни списак играча за Европско првенство 2017. године у Пољској. Србија је такмичење завршила већ у групној фази након што је на три меча имала два пораза и један нерешен резултат, а Антонов је све три утакмице одиграо као стартер.

## Трофеји
Партизан
- Куп Србије (1) : 2017/18.

Ујпешт
- Куп Мађарске (1) : 2020/21.

Србија до 20
- Светско првенство до 20 година (1) : 2015.